# NV Reizigers
De Nederlandse Vereniging voor Reizigers (NV Reizigers) is een Nederlandse belangenorganisatie voor OV-reizigers opgericht door "onder meer leden van de SP en FNV Bondgenoten". De vereniging verzet zich onder andere tegen privatisering van het openbaar vervoer.
Het bestuur van NV Reizigers bestaat vrijwel geheel uit SP- en FNV-activisten, waaronder Tweede Kamerlid Arda Gerkens. Inmiddels leidt NV Reizigers een slapend bestaan. De website verwijst nu naar de website van de SP.